# Miss Universo 1987
Miss Universo 1987, trentaseiesima edizione di Miss Universo, si è tenuta presso il World Trade Center di Singapore, il 27 maggio 1987. L'evento è stato presentato da Bob Barker e Mary Frann. Cecilia Bolocco, Miss Cile, è stata incoronata Miss Universo 1987.

## Risultati

### Piazzamenti
| Risultato finale   | Concorrente |
| ------------------ | --- |
| Miss Universo 1987 | - Cile - Cecilia Bolocco |
| 2ª classificata    | - Italia - Roberta Capua |
| 3ª classificata    | - Stati Uniti - Michelle Royer |
| 4ª classificata    | - Venezuela - Inés María Calero |
| 5ª classificata    | - Porto Rico - Laurie Simpson |
| Top 10             | - Filippine - Geraldine Asis - Perù - Jessica Newton - Singapore - Marion Nicole Teo - Svezia - Suzanne Thörngren - Turks e Caicos - Carmelita Ariza |

### Punteggi alle sfilate finali
Vincitrice
     2ª classificata
     3ª classificata
     Top 6
     Top 10
(#) Posizione in ogni turno della gara
| Nazione        | Media preliminare | Intervista | Costume da bagno | Abito da sera | Media semifinale |
| -------------- | ----------------- | ---------- | ---------------- | ------------- | ---------------- |
| Cile           | 8.514 (2)         | 9.539 (1)  | 9.569 (1)        | 9.765 (1)     | 9.624 (1)        |
| Italia         | 8.434 (3)         | 8.890 (3)  | 9.383 (2)        | 9.680 (2)     | 9.317 (2)        |
| Stati Uniti    | 8.618 (1)         | 9.195 (2)  | 9.263 (3)        | 9.480 (3)     | 9.312 (3)        |
| Porto Rico     | 8.149 (4)         | 8.630 (4)  | 8.800 (4)        | 8.783 (6)     | 8.737 (4)        |
| Venezuela      | 8.046 (7)         | 8.375 (5)  | 8.630 (5)        | 8.890 (5)     | 8.631 (5)        |
| Filippine      | 8.132 (5)         | 8.231 (6)  | 8.603 (6)        | 8.915 (4)     | 8.583 (6)        |
| Turks e Caicos | 8.092 (6)         | 8.018 (8)  | 8.420 (7)        | 8.634 (7)     | 8.357 (7)        |
| Svezia         | 7.915 (10)        | 8.105 (7)  | 8.405 (8)        | 8.300 (9)     | 8.270 (8)        |
| Singapore      | 7.937 (9)         | 7.935 (9)  | 7.940 (10)       | 8.333 (8)     | 8.069 (9)        |
| Perù           | 7.956 (8)         | 7.870 (10) | 8.055 (9)        | 8.268 (10)    | 8.064 (10)       |

### Riconoscimenti speciali
| Riconoscimento        | Concorrente |
| --------------------- | --- |
| Best National Costume | - Brasile - Jacqueline Meirelles - India - Priyadarshini Pradhan - Trinidad e Tobago - Sheree Ann Denise Richards |
| Miss Congeniality     | - Honduras - Francia Tatiana Reyes                                                                                |
| Miss Photogenic       | - Colombia - Patricia López Ruiz                                                                                  |

## Concorrenti
- Argentina - Carolina Brachetti
- Australia - Jennine Leonarder
- Austria - Kristina Sebestyen
- Bahamas - Betty Ann Hanna
- Barbados - Dawn Michelle Waithe
- Belize - Holly Emma Edgell
- Bolivia - Patricia Arce
- Brasile - Jacqueline Meirelles
- Canada - Tina May Simpson
- Cile - Cecilia Bolocco
- Cipro - Natasha Papademetriou
- Colombia - Patricia López Ruiz
- Corea del Sud - Kim Ji-Eun
- Costa Rica - Ana María Bolaños
- Curaçao - Viennaline Arvelo
- Danimarca - Nanna Louisa Johansson
- Ecuador - María del Pilar Barreiro Cucalón
- Egitto - Hoda Abboud
- El Salvador - Virna Passely Machuca
- Filippine - Geraldine Edith Asis
- Finlandia - Outi Tanhuanpää
- Francia - Nathalie Marquay
- Galles - Nicola Gail Davies
- Germania - Dagmar Schulz
- Giamaica - Janice Sewell
- Giappone - Hiroe Namba
- Grecia - Xenia Pantazi
- Groenlandia - Susse Petersen
- Guam - Teresa Torres Fischer
- Guatemala - María Isabel Flores
- Inghilterra - Yvette Dawn Lindsey
- Honduras - Francia Tatiana Reyes
- Hong Kong - Lily Chong Sok Hui
- India - Priyadarshini Pradhan
- Irlanda - Rosemary Thompson
- Isole Marianne Settentrionali - Luciana Seman Ada
- Isole Vergini Americane - Felize Bencosme
- Isole Vergini Britanniche - Sandy Michelle Harrigan
- Israele - Yamit Noy
- Italia - Roberta Capua
- Kenya - Susan Waruguru Kahumba
- Libano - Sahar Mouhsen Haydar
- Malaysia - Christine Praglar
- Malta - Kristina Apapbologna
- Messico - Cynthia Fallon
- Nigeria - Lynda Chuba Ikpeazu
- Norvegia - Mariann Leines
- Nuova Zelanda - Ursula Kim Ryan
- Paesi Bassi - Janny Tervelde
- Panama - Gabriela Deleuze Ducasa
- Paraguay - Tammy Elizabeth Ortigoza
- Perù - Jessica Newton Sáez
- Portogallo - Noelia Chávez Pereira
- Porto Rico - Laurie Tamara Simpson
- Rep. Dominicana - Carmen Rita Pérez
- Senegal - Fabienne Joelle Feliho
- Singapore - Marion Nicole Teo
- Spagna - Remedios Cervantes
- Sri Lanka - Nandaine Wijiegooneratna
- Stati Uniti - Michelle Royer
- Svezia - Suzanne Thörngren
- Svizzera - Renate Walther
- Thailandia - Chuttima Naiyana
- Trinidad e Tobago - Sheree Ann Denise Richards
- Turchia - Leyle Sesbet
- Turks e Caicos - Carmelita Louise Ariza
- Uruguay - María Victoria Zangaro Groso
- Venezuela - Inés María Calero Rodríguez